# Selma Arruda

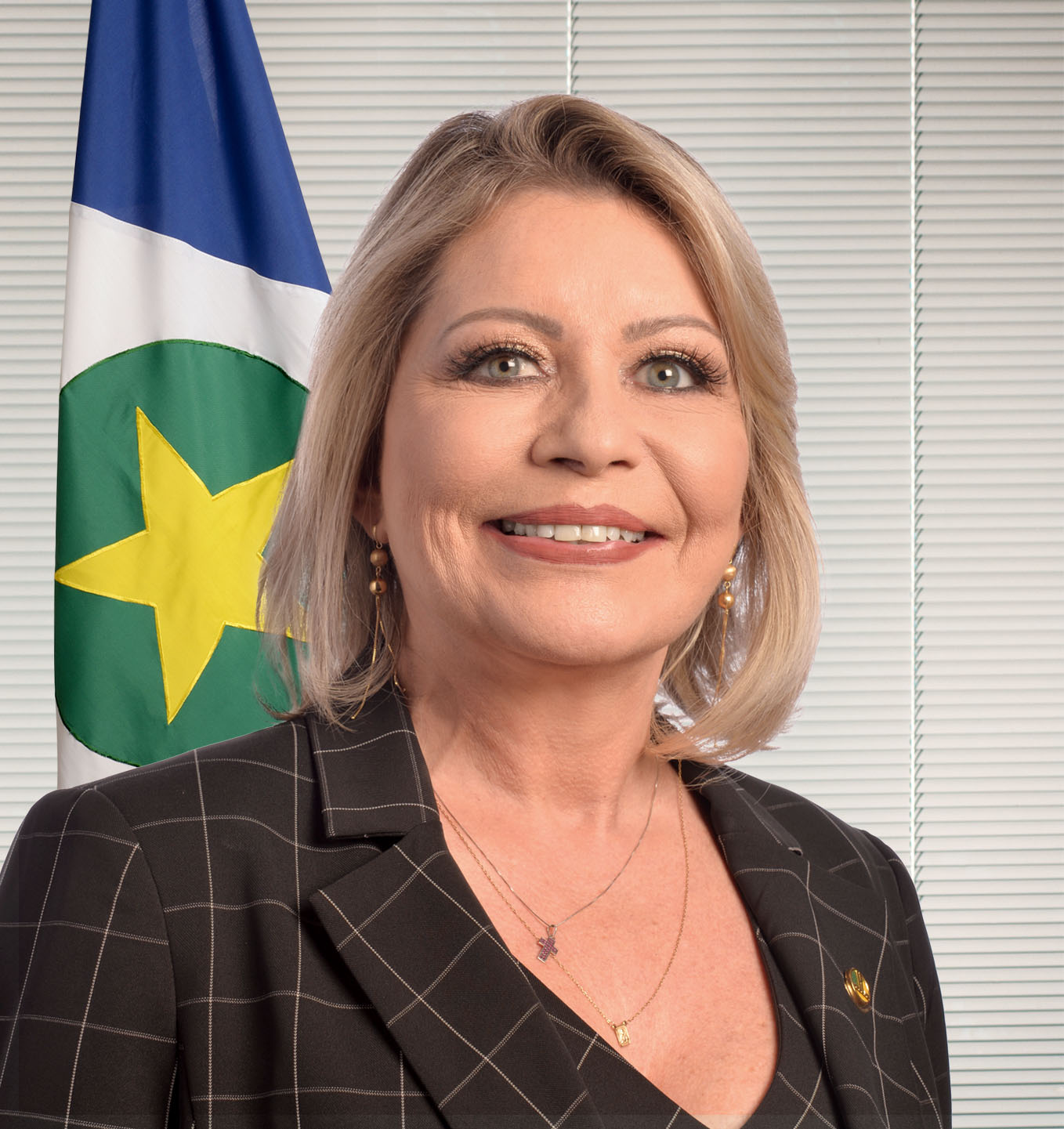
Selma Arruda (2017)

Selma Rosane Santos Arruda (* 20. Januar 1963 in Camaquã) ist eine brasilianische Richterin und Politikerin. Sie ist Mitglied der Partei Podemos und war  von 2019 bis 2020  Bundessenatorin des Bundesstaats Mato Grosso.

## Leben
Arruda hatte am privaten Centro Universitário Ritter dos Reis (UniRitter) in Porto Alegre Jura studiert. Sie  war  von 1995 bis 2017 22 Jahre am Tribunal de Justiça de Mato Grosso (TJMT) Richterin und machte sich einen Namen, da sie korrupte Politiker in Mato Grosso zu Gefängnis verurteilte, darunter den ehemaligen Gouverneur von Mato Grosso Silval Barbosa.
Von 2018 bis 2019 gehörte sie dem rechtsgerichteten Partido Social Liberal (PSL) an, nachdem sie mit Jair Bolsonaro zusammengetroffen war.
Bei den Wahlen in Brasilien 2018 kandidierte sie für den PSL erfolgreich mit 24,57 % oder 678.542 der gültigen Stimmen als Senatorin im Bundessenat des Nationalkongresses von Brasilien. Sie war für die 56. und 57. Legislaturperiode gewählt worden, ihr Parlamentsname war Juíza Selma.
Dem Bundessenat gehörte sie nur vom 1. Februar 2019 bis 15. April 2020 an, als ihr wegen Missbrauch wirtschaftlicher Macht und das illegale Sammeln von Spenden (Schwarze Kassen) während der Kampagne 2018 vom Obersten Wahlgericht (TSE) am 10. Dezember 2019, bestätigt am 15. April 2020, das Wahlmandat wieder abgesprochen wurde. Nachrücker im Senat wurde am 17. April 2020 der ehemalige Vizegouverneur Carlos Fávaro des Partido Social Democrático (PSD) bis zu den nächstmöglichen Wahlen. Gemeinsam mit zwei Senatoren vertrat sie in der Bundespolitik die Interessen von rund 3,5 Millionen Einwohnern ihres Heimatstaates.
Am 18. September 2019 trat sie aus dem PSL aus und wurde Mitglied von Podemos.